# Heloclusia imperfecta
Heloclusia imperfecta är en tvåvingeart som beskrevs av Malloch 1933. Heloclusia imperfecta ingår i släktet Heloclusia och familjen Cypselosomatidae. Inga underarter finns listade i Catalogue of Life.